# Singidava
Singidava là một chi bướm đêm thuộc họ Geometridae.